# محمود برمدا
 محمود برمدا (1916- 1999) طبيب وأستاذ جامعي سوري شغل منصب رئيس لقسم التوليد وأمراض النساء في المستشفى الجامعي لجامعه دمشق.

## النشأة وتعليمه
ولد محمود مظفر بن مصطفى حلمي برمدا في 1916 في حلب وترعرع فيها. ينتمي لعائلة عريقة في  شمال سورية فوالده مصطفى بك برمدا حاكم دولة حلب عام 1923 وشقيقه الأصغر المحامي والكاتب صلاح الدين برمدا رئيس بلدية حلب والمدير العام للدعاية والأنباء في سوريا سابقا. انتقل إلى دمشق بحكم عمل والده ودرس في مدارسها ثم ذهب لباريس لدراسة الطب في جامعة السوربون.
ترك الجامعة في باريس وهو بالسنة الأخيرة عندما  ظهرت نذر الحرب العالمية الثانية  وعاد إلى الوطن وتخرج من المعهد الطبي في دمشق وحصل على شهادة الطب في عام 1942، وبعدها حصل على الإختصاص بالتوليد وأمراض النساء عام 1942.

## العمل الطبي والتدريسي
ثم أصبح أستاذا في كلية الطب ورئيسا لقسم التوليد وأمراض النساء في المستشفى الجامعي.
عمل كأستاذ في كلية الطب في جامعة دمشق من عام 1947 إلى 1984، وأسس مستشفى في دمشق  في الخمسينات من القرن العشرين مع صديقه وأستاذه الدكتور شوكت قنواتي.
من مؤسسي الجمعية السورية للتوليد وأمراض النساء.
تقاعد عام 1984 وهاجر للولايات المتحدة الأمريكية ليكون قريبا من أبنه الوحيد الدكتور بشر برمدا واحفاده  منهم الدكتور محمود محي الدين برمدا والدكتور سامي برمدا.

## مؤلفاته
قام بتأليف عدة كتب عن التوليد وأمراض النساء يعود اليها الأطباء المتمرنين منها فن التوليد بالإشتراك مع الدكتور شوكت قنواتي عام 1960.

## وفاته
توفي بتاريخ 06/09/1999 بالولايات المتحدة الأمريكية.
في 13/01/2000 دعت وزيرة التعليم العالي في سوريا لحفل تأبين للأستاذ الدكتور محمود برمدا في قاعة محاضرات نقابة الأطباء. ألقى فيها كل من
• الدكتور عبد المولى باشا (معاون وزيرة التربية)
• الدكتور وليد جمران (رئيس فرع نقابة الأطباء بدمشق)
• الأستاذ الدكتور هاني مرتضى (عميد كلية الطب)
• الأستاذ الدكتور صادق فرعون (عن طلاب الراحل)
• الأستاذ الدكتور إبراهيم حقي (عن أصدقاء الدكتور)
• الدكتور محمود الحسواني (القى قصيدة مهداة لروح الراحل)
• الدكتورة ورقاء برمدا (ممثلة عن آل برمدا)